# John Quincy Adams
John Quincy Adams (11 tháng 7 năm 1767- 23 tháng 2 năm 1848) là chính khách người Mỹ, người đã phục vụ như 1 nhà ngoại giao, thượng nghị sĩ, dân biểu bang Massachusetts, và tổng thống thứ 6 của Hoa Kỳ (1826-1829). Ông là thành viên của Đảng Liên Bang (1792-1808), Đảng Dân Chủ - Cộng Hòa (1808-1830), Đảng Cộng hòa quốc gia, (1830-1833), Phong trào chống thợ hồ (1833-1838), và Đảng Whig (1838-1848). Ông là con trai của vị Tổng thống thứ hai của Hoa Kỳ: John Adams (1797-1801) và vị Đệ nhất phu nhân thứ hai Hoa Kỳ: Abigail Adams ( 1797-1801).
Quincy Adams đã góp phần không nhỏ trong việc định hình chính sách ngoại giao của Hoa Kỳ vào thế kỷ 19. Với vai trò là nhà ngoại giao, ông đã đóng góp một phần quan trọng trong việc đàm phán các hiệp ước, mà nổi tiếng nhất phải kể đến là Hiệp ước Ghent giúp kết thúc chiến tranh năm 1812. Khi ông giữ chức Ngoại trưởng, ông đã thương lượng với Anh Quốc về biên giới phía bắc của Hoa Kỳ và Canada, với Tây Ban Nha về việc sáp nhập Florida, và phát thảo Học thuyết Monroe. Các nhà sử gia công nhận ông là một nhà ngoại giao tài ba nhất trong lịch sử Hoa Kỳ.
Ông đắc cử tổng thống sau khi giành chiến thắng suýt sao với 3 đối thủ khác vào năm 1824. Đây cũng là lần đầu tiên Hạ viện Mỹ bỏ phiếu bầu chọn tổng thống. Với vai trò là tổng thống Hoa Kỳ, ông mong muốn hiện đại hóa nền kinh tế quốc gia và cải cách giáo dục. Adams đã ban hành một phần trong chương trình nghị sự của mình và trả hầu hết nợ quốc gia. Tuy nhiên, khi mà Quốc hội bị kiểm soát bởi các đối thủ của ông cộng với sự thiếu bảo trợ trong việc chính trị, ông không thể làm được quá nhiều việc và dần dần bị đánh bại bởi các chính trị gia khác. Ông bị đánh bại bởi đối thủ cũ, Andrew Jackson, trong cuộc bầu cử năm 1828. Ông được các nhà sử học đánh giá là một nhà lãnh đạo gương mẫu trong thời kì hiện đại hoá của Hoa Kỳ, khi mà xuất hiện các phương tiện truyền thông mới truyền tải thông điệp về: tôn giáo, cải cách xã hội, đảng phái chính trị, và khi giao thông cải thiện việc vận chuyển hành hoá và con người trở nên dễ dàng hơn. Trong việc thăm dò ý kiến từ năm 1948 đến năm 2017 bởi các sử gia, ông được xếp hạng 21 trong các vị tổng thống thành công nhất Hoa Kỳ.
Sau khi rời Nhà trắng, ông được bầu làm dân biểu của bang Massachusetts năm 1830, và giữ chức vụ đó trong suốt 17 năm cuối đời của ông. Chán ghét và phẫn nộ trước sự ghê tởm ngày càng tăng của chế độ nô lệ, Adams đã trở thành người tiên phong trong việc chống lại chế độ này tại Hoa Kỳ. Adams dự đoán được sự tan rã của quốc gia do chế độ nô lệ và cảm thấy rằng Tổng thống có thể bãi bỏ chế độ này bằng quyền lực của mình. Ngoài ra, ông cũng là một nhà phê bình trong việc sáp nhập Texas và chiến tranh Hoa Kỳ - Mexico, thứ mà ông coi là một cuộc chiến tranh xâm lược để mở rộng lãnh thổ.

## Cuộc đời lúc thiếu thời
John Quincy Adams sinh ngày 11 tháng 7 năm 1767 tại một vùng của thành phố Braintree, bang Massachusetts mà ngày nay là thành phố Quincy. Ông là con trai của John và Abigail Adams (nhũ danh Smith). Ông được đặt theo tên ông ngoại của mẹ là Đại tá John Quincy - người mà thành phố Quincy, Massachusetts đặt tên theo. Đại tá John Quincy qua đời hai ngày sau khi sinh Adams. Thời trẻ, Adams được giáo dục bởi gia sư riêng là anh họ của ông James Thaxter và thư ký luật của cha ông Nathan Rice. Ông sớm bộc lộ năng khiếu văn chương. Vào năm 1779, ông bắt đầu viết nhật ký và lưu giữ nó cho đến trước khi qua đời vào năm 1848. 10 năm đầu của cuộc đời, Adams sinh sống trong trang trại của gia đình ở Braintree, phần lớn dưới sự chăm sóc của mẹ ông. Mặc dù thường xuyên vắng mặt do tham gia Cách mạng Hoa Kỳ, John Adams vẫn giữ thư từ với con trai và khuyến khích cậu đọc các tác phẩm của các tác giả như Thucydides và Hugo Grotius. Với sự khuyến khích của cha mình, Adams đã dịch các tác phẩm của các tác giả cổ điển như Virgil, Horace, Plutarch, và Aristotle.
Năm 1778, Adams và cha ông khởi hành đến Châu Âu, nơi John Adams đảm nhận vai trò là một nhà ngoại giao của Hoa Kỳ tại Pháp và Hà Lan. Trong thời kỳ này, Adams học luật, tiếng Pháp, tiếng Hy Lạp và tiếng Latinh. Đồng thời, ông theo học tại một số trường ở châu Âu, trong đó có Đại học Leiden. Năm 1781, Adams đến thành phố Saint Petersburg, Nga, nơi ông làm thư ký cho nhà ngoại giao Mỹ, Francis Dana. Ông trở về Hà Lan vào năm 1783 và cùng cha đến Vương quốc Anh năm 1784. Mặc dù Adams rất thích châu Âu, nhưng ông và gia đình quyết định quay trở lại Hoa Kỳ để hoàn thành chương trình giáo dục và cuối cùng bắt đầu sự nghiệp chính trị.
Adams trở lại Hoa Kỳ vào năm 1785. Một năm sau đó, ông được nhận vào Đại học Harvard với tư cách là một sinh viên năm ba. Ông gia nhập Phi Beta Kappa (một hội danh dự của sinh viên) và biểu hiện xuất sắc trong học tập khi tốt nghiệp với vị trí á khoa trong khóa năm 1787. Sau khi tốt nghiệp Harvard, ông theo học luật với Theophilus Parsons ở Newburyport, Massachusetts từ 1787 đến 1789. Adams ban đầu phản đối việc phê chuẩn Hiến pháp Hoa Kỳ, nhưng cuối cùng ông đã chấp nhận văn bản này, và vào năm 1789, cha ông được bầu làm Phó Tổng thống đầu tiên của Hoa Kỳ. Năm 1790, Adams mở cơ sở hành nghề luật sư của riêng mình ở Boston. Mặc dù gặp phải một số khó khăn ban đầu, ông đã thành công với tư cách là một luật sư và bắt đầu việc độc lập về tài chính khỏi cha mẹ mình.

## Ngoại hình
Adams cao 1,70m, nặng 79 kg. Ông có đôi mắt đen sắc sảo. Khi trở thành tổng thống, đầu ông đã hói gần hết. Ông ăn mặc giản dị và không mấy quan tâm về chuyện này. Ông nói giọng cao, hơi thé. sức khoẻ của ông nhìn chung không được tốt.

## Tổ tiên
Về đằng ngoại, Jonh Quincy Adams xuất thân từ dòng dõi Vua Edward III (1312-1377) của Anh.

## Cha
John Adams (1735-1826), tổng thống thứ hai. Là tổng thống đầu tiên có con trai cũng làm tổng thống. John Adams mất khi con trai ông, John Quincy Adams đang ở Nhà Trắng

## Qua đời
Ông mất vào 7 giờ 20 phút tối ngày 23 tháng 2 năm 1848 tại Điện Capitol, Washinton D.C.